# Pluie verglaçante
La pluie verglaçante est de la pluie qui reste liquide malgré une température de l'air égale ou inférieure à 0 °C. Les gouttelettes sont alors en état de surfusion et lorsqu'elles rencontrent un objet, elles gèlent instantanément causant du verglas. Le code METAR pour rapporter de la pluie verglaçante est FZRA.

## Mécanisme de formation

Type de précipitations selon la structure thermique (bleu sous zéro degré Celsius et rouge au-dessus).

Les précipitations aux latitudes tempérées en période froide naissent en altitude sous forme de neige. Une situation typique de pluie verglaçante se produit lorsqu'une masse d'air doux et humide, dans laquelle se forment les précipitations, est soulevée par une mince lame d'air froid en surface lors d'une situation de blocage d'air froid. La neige qui se forme en altitude tombe alors à travers une couche au-dessus du point de congélation et fond.
Elle passe finalement dans la couche de surface sous 0 °C. Comme les gouttes de pluie peuvent rester liquides jusqu'à −39 °C si elles ne rencontrent pas de noyaux de congélation, cette pluie gèlera au contact de tout objet sous le point de congélation et formera du verglas (ce processus prenant du temps le verglas n'est pas uniforme). Cependant, si la couche froide est trop épaisse, la pluie aura la possibilité de rencontrer un de ces noyaux et de se recongeler avant d'atteindre le sol. Elle donnera alors du grésil.
La température dans la couche près de la surface n'a pas nécessairement à être sous 0 °C pour que la pluie gèle. La même chose se produira si l'objet touché est lui sous le point de congélation. Ainsi, de la pluie touchant de la neige, de la glace ou un objet déjà gelé deviendra verglaçante.

## Observations

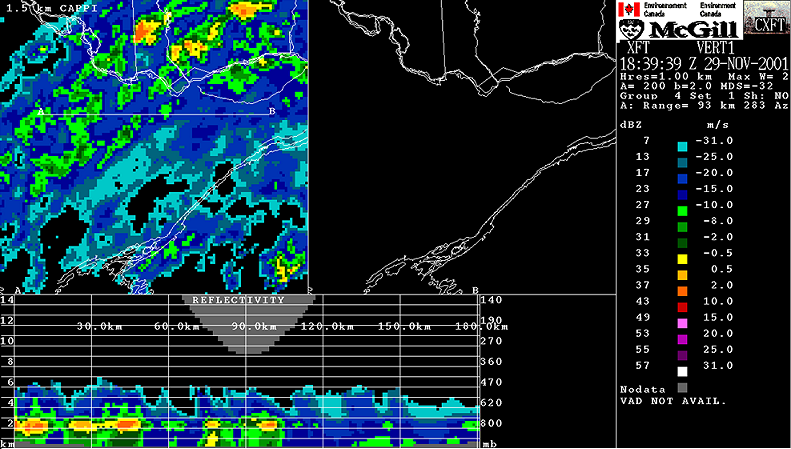
Cartes des échos d'un radar météorologique : en haut à droite une coupe horizontale à 1.5 km d'altitude (CAPPI) et en bas un coupe verticale des données. Cette dernière montre que les échos forts (jaunes) sur le CAPPI ne sont qu'en altitude et sont produits dans la bande brillante (Source : Environnement Canada).

Les observations de surface par des stations météorologiques humaines et automatiques sont la seule façon de confirmer directement la présence de pluie verglaçante. Ces données sont cependant limitées. Toutefois, il est possible de déduire l'occurrence de celle-ci sur un plus large territoire grâce à certains indices sur les radars météorologiques.
En effet, l'intensité des échos de retour des précipitations, la réflectivité, est directement proportionnelle à leur constante diélectrique et à la sixième puissance de leur diamètre. La constante pour la pluie est beaucoup plus élevée que celle pour la neige mais le diamètre des gouttes est beaucoup plus petit que celui des flocons. Lorsque le radar détecte des flocons de neige en altitude et près du sol les gouttes de pluie qui en proviennent après la fonte, les deux effets s'annulent presque complètement. Les échos dans la pluie ne sont alors que légèrement plus intense que ceux de la neige. Par contre, dans la zone où les flocons commencent à fondre, ils ont un large diamètre et leur constante diélectrique est fortement influencée par l'eau qu'ils contiennent. La réflectivité est à ce niveau beaucoup plus forte et on peut voir, comme sur l'image, une « bande brillante » sur les coupes verticales.
Si le radar est à polarisation double, c'est-à-dire qu'il envoie des ondes polarisées verticalement et horizontalement, on peut comparer les retours de ces deux points de vue revenant des précipitations. On peut en déduire la forme des cibles, le mélange d'état, etc. et en déduire le type,,.
Grâce à ces indices et aux observations des stations terrestres, il est possible d'estimer la zone de la pluie verglaçante dans les zones couvertes par des radars météorologique et produire des cartes de types de précipitations.

## Dangers

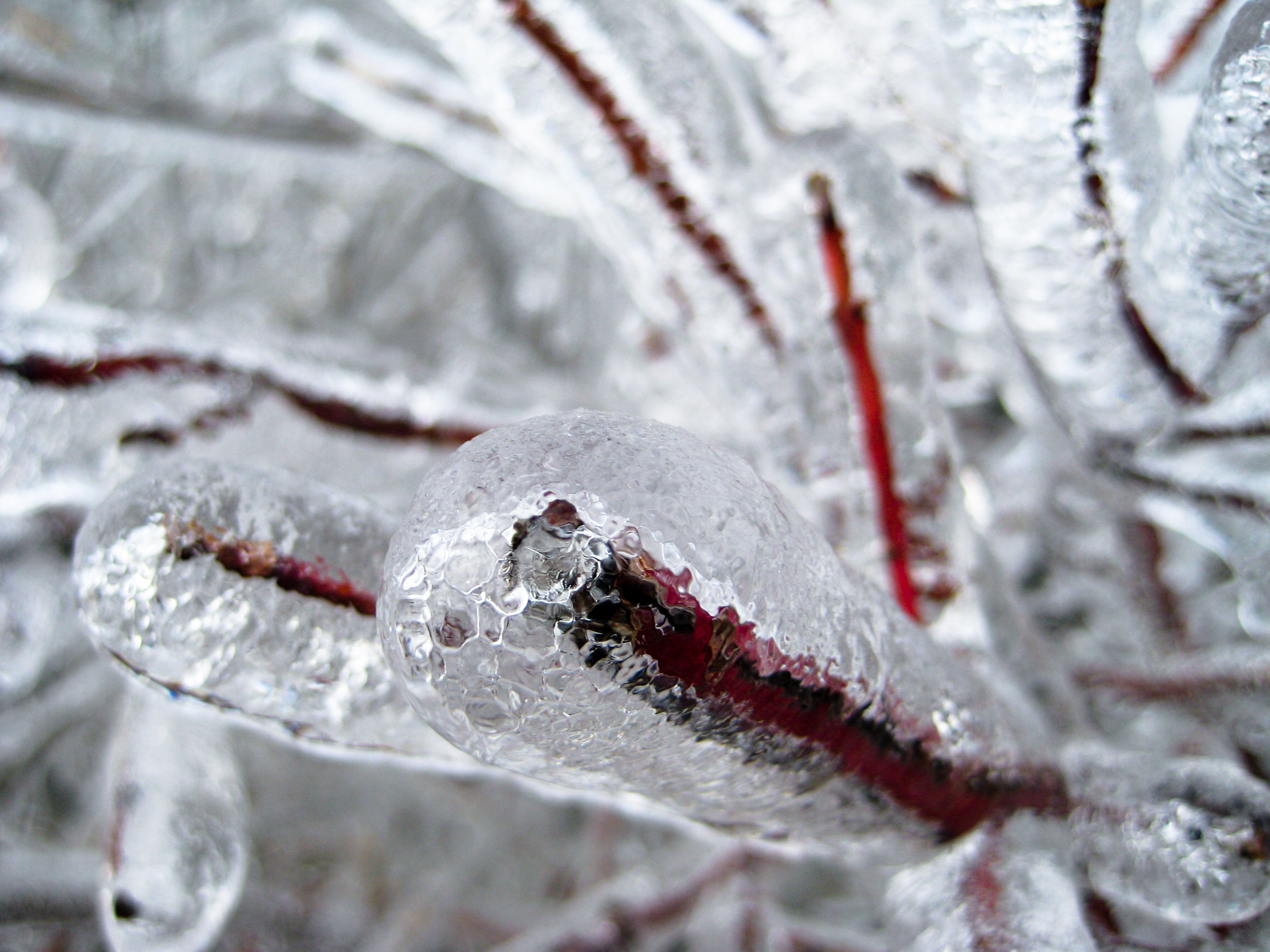
Branche piégée dans la glace.

La pluie verglaçante en gelant sur les structures cause de nombreux inconvénients et dangers. Le verglas qu'elle forme contient très peu de bulles d'air emprisonnées et prend donc la couleur de la surface sur laquelle il repose. Il rend les routes extrêmement glissantes et provoque de nombreuses pertes de contrôle. La pluie verglaçante est aussi particulièrement dangereuse pour les avions et hélicoptères en vol en formant une couche de glace sur toutes les surfaces ce qui change les caractéristiques aérodynamiques des appareils, modifiant leur portance, augmentant la masse, ou en givrant leurs moteurs ainsi que leurs tubes de Pitot.
La pluie verglaçante, en gelant sur les objets, peut également les faire s'effondrer par l'accumulation de glace qu'elle provoque et causer des pannes de courant, des bris aux arbres, etc.

## Tendances climatiques
Les projections sur le réchauffement climatique prévoient que les épisodes de pluie verglaçante pourraient être plus fréquentes sur certaines régions. Par exemple, l'Est du Canada pourrait subir plus d'événements durant les mois les plus froids (de décembre à février) dans la dernière partie du XXIe siècle.